# Tort (acció incorrecta)
En documents antics, un tort era una acció incorrecta. Quan afectava a una altra persona, física o jurídica, aquesta es considerava perjudicada i, eventualment, podia reclamar reparació del dany. En sentit tradicional "fer un tort" a algú era gairebé equivalent a agreujar-lo, fer-li un greuge.

En àmbits legals anglosaxons és plenament vigent la “Tort Law”, derivada de l'accepció antiga i tradicional del terme.

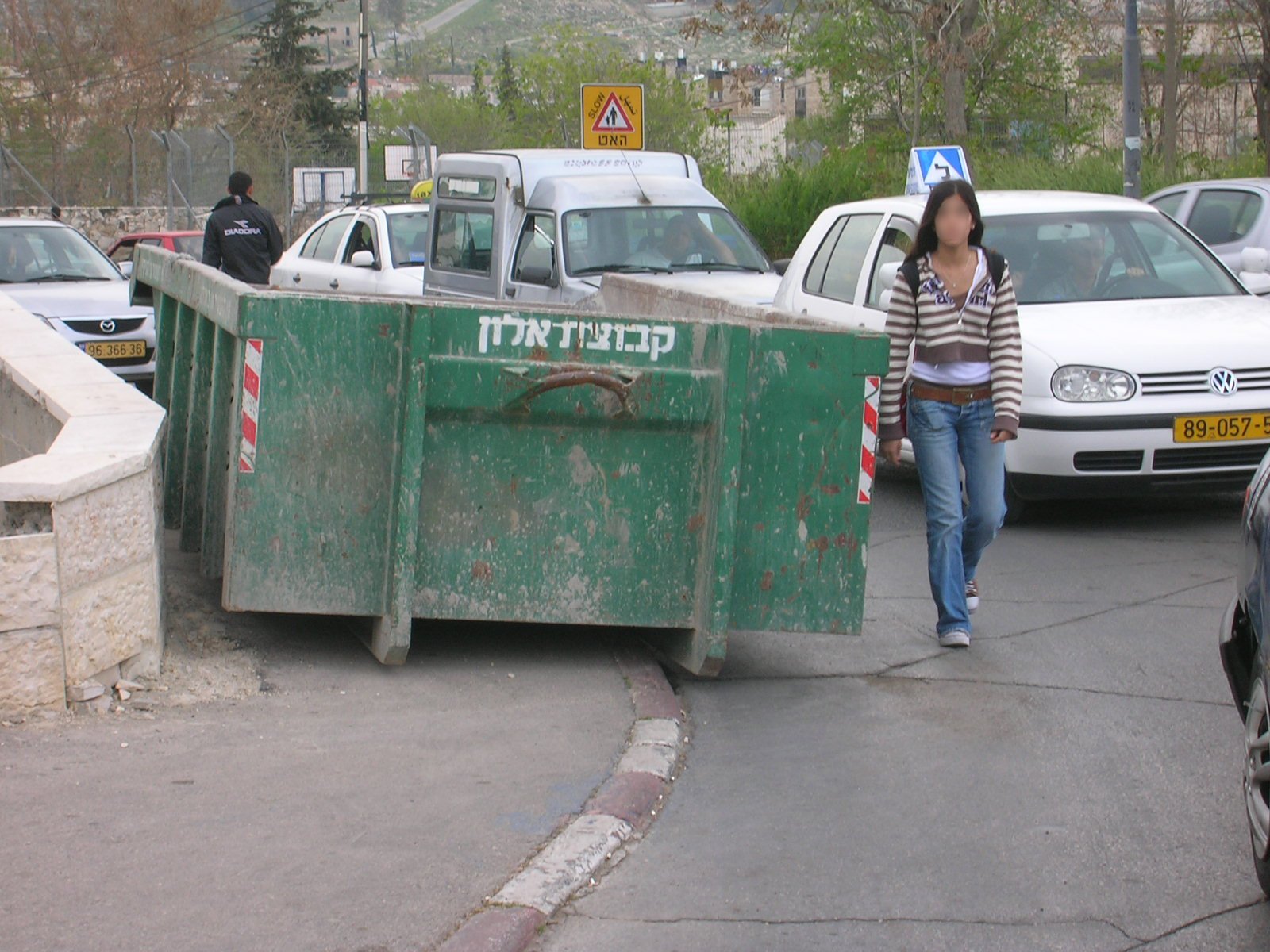
Vorera ocupada per obres. Exemple d'una acció incorrecta que pot provocar danys i perjudicis.

## Documents catalans i altres
El sentit tradicional del terme "tort" es pot comprovar en documents molt diversos. Des de temps antics fins a l'actualitat. Alguns exemples poden consultar-se a continuació.
- 1258. Revolta a Montpeller contra Jaume el Conqueridor. Explicada per Ramon Muntaner.[1]
- 1285. Tractat de pau i comerç entre Pere el Gran i el soldà de Tunísia Abú Haps (personatge no identificat)[2][3]
- 1344. Pere el Cerimoniós.[4]
- 1350. Deutes, torts i injúries reconeguts per Sibil·la Amat de Cardona, vídua del comte Ramon Roger II de Pallars Sobirà.[5]

- 1364. Procés de Bernat II de Cabrera.[6]
- 1413. Carta de  Ferran I d'Aragó.[7]
- 1430. Ausiàs March.
  - Llir entre Cards.[8]
  - "Ab tort é dret mon cor d' amor se clama".[9]
  - Testament.[10]
- 1615. Miguel de Cervantes Saavedra, en el El Quixot escrigué: "... Y quiero que sepa vuestra reverencia que yo soy un caballero de la Mancha, llamado don Quijote, y es mi oficio y ejercicio andar por el mundo enderezando tuertos y desfaciendo agravios...".[11]
- 1855. Antoni Maria Claret. Catecisme de la doctrina cristiana.[12]
- 1988. "... era un home formal, honest i seriós que no els faria mai cap tort..."[13]

### Frases fetes
- "A tort i a dret". Val tant com: "amb raó o sense" (literalment seria: "sense tenir raó o tenint raó" o "injustament o justament").[14]
- "Adreçar un tort".[15]

## La "Tort Law" anglosaxona
En el sistema jurídic anglosaxó (Common Law), el terme anglès tort indica qualsevol acció o omissió no delictiva que provoqui efectes perjudicials a tercers. La persona autora d'un tort pot ser física (una persona particular) o jurídica (una societat, una entitat) i s'anomena tortfeasor en anglès. També la persona perjudicada pot ser física o jurídica.
- El torfeasor o autor del dany ha de tenir la capacitat legal de responsabilitat sobre el fet (o la falta) en qüestió (ha de ser una persona adulta i amb plenes facultats).[18][19]
- El dany es denomina, en anglès: injury, loss o harm.[20]